# Marco Histórico Nacional em Nevada
A lista de Marco Histórico Nacional em Nevada contem os marcos designados pelo Governo Federal dos Estados Unidos para o estado norte-americano de Nevada.
Existem 8 Marcos Históricos Nacionais (NHLs) no estado de Nevada. Eles estão distribuídos em 6 dos 16 condados do estado e na cidade-independente de Carson City. O primeiro marco de Nevada foi designado em 20 de janeiro de 1961 e o mais recente foi em 16 de outubro de 2012.

## Listagem atual
Legenda:
| NRHP | Registro Nacional de Lugares Históricos |
| NHL  | Marco Histórico Nacional                |
| NHLD | Distrito Histórico Nacional             |
| HD   | Distrito Histórico                      |
| NHS  | Local Histórico Nacional                |
| NMEM | Memorial Nacional dos EUA               |
| NMON | Monumento Nacional dos EUA              |
| NHP  | Parque Histórico Nacional dos EUA       |
| NMP  | Parque Nacional Militar dos EUA         |

| [ 2 ] | Nome                                        | Imagem | Inclusão                         | Localidade e coordenadas                                                     | Condado                                 | NHLS     | Observações |
| ----- | ------------------------------------------- | ------ | -------------------------------- | ---------------------------------------------------------------------------- | --------------------------------------- | -------- | ----------- |
| 1     | Distrito Histórico de Virginia City         |        | 4 de julho de 1961 (63 anos)     | Virginia City 39° 22′ 01″ N, 119° 33′ 59″ O                                  | Lyon e Storey                           | 66000458 |             |
| 2     | Ferrovia do Norte de Nevada, East Ely Yards |        | 20 de setembro de 2006 (18 anos) | Avenue A, 1100 (P.O. Box 150040), Ely 39° 15′ 33″ N, 114° 52′ 06″ O          | White Pine                              | 93000693 |             |
| 3     | Forte Churchill                             |        | 5 de novembro de 1961 (63 anos)  | Weeks 39° 17′ 33″ N, 119° 16′ 14″ O                                          | Lyon                                    | 66000456 |             |
| 4     | Forte Ruby                                  |        | 5 de novembro de 1961 (63 anos)  | Próximo de Hobson, à oeste do Lago Ruby 40° 04′ 04″ N, 115° 31′ 46″ O        | White Pine                              | 66000460 |             |
| 5     | Francis G. Newlands Home                    |        | 23 de maio de 1963 (61 anos)     | Elm Ct., 17, Reno 39° 31′ 18,37″ N, 119° 49′ 10,09″ O                        | Washoe                                  | 66000459 |             |
| 6     | Leonard Rock Shelter                        |        | 20 de janeiro de 1961 (64 anos)  | Endereço restrito, Lovelock                                                  | Pershing                                | 66000457 |             |
| 7     | McKeen Motor Car #70                        |        | 16 de outubro de 2012 (12 anos)  | Nevada State Railroad Museum, Carson City 39° 08′ 54,3″ N, 119° 46′ 06,05″ O | -                                       | 05000968 |             |
| 8     | Represa Hoover                              |        | 20 de agosto de 1985 (39 anos)   | Leste de Las Vegas na U.S.93, Boulder City 36° 00′ 56″ N, 114° 44′ 16″ O     | Clark, NV e Mohave, AZ (NHL no Arizona) | 81000382 |             |

## Áreas históricas do NPS em Nevada
Não existe nenhum parque histórico nacional ou outra área administrada pelo Serviço Nacional de Parques em Nevada.

## NHLs futuros
Existe um marco designado elegível, mas a designação ainda não foi concluída.
|   | Nome                    | Imagem | Inclusão                                                     | Localidade e coordenadas                                                               | Condado  | Observações |
| - | ----------------------- | ------ | ------------------------------------------------------------ | -------------------------------------------------------------------------------------- | -------- | ----------- |
| a | Trilha Applegate-Lassen |        | 21 de dezembro de 1981 (43 anos) (elegibilidade determinada) | Trilha que se estende desde o noroeste de Rye Patch até à fronteira do estado, Sulphur | Humboldt |             |